# مرتفعات

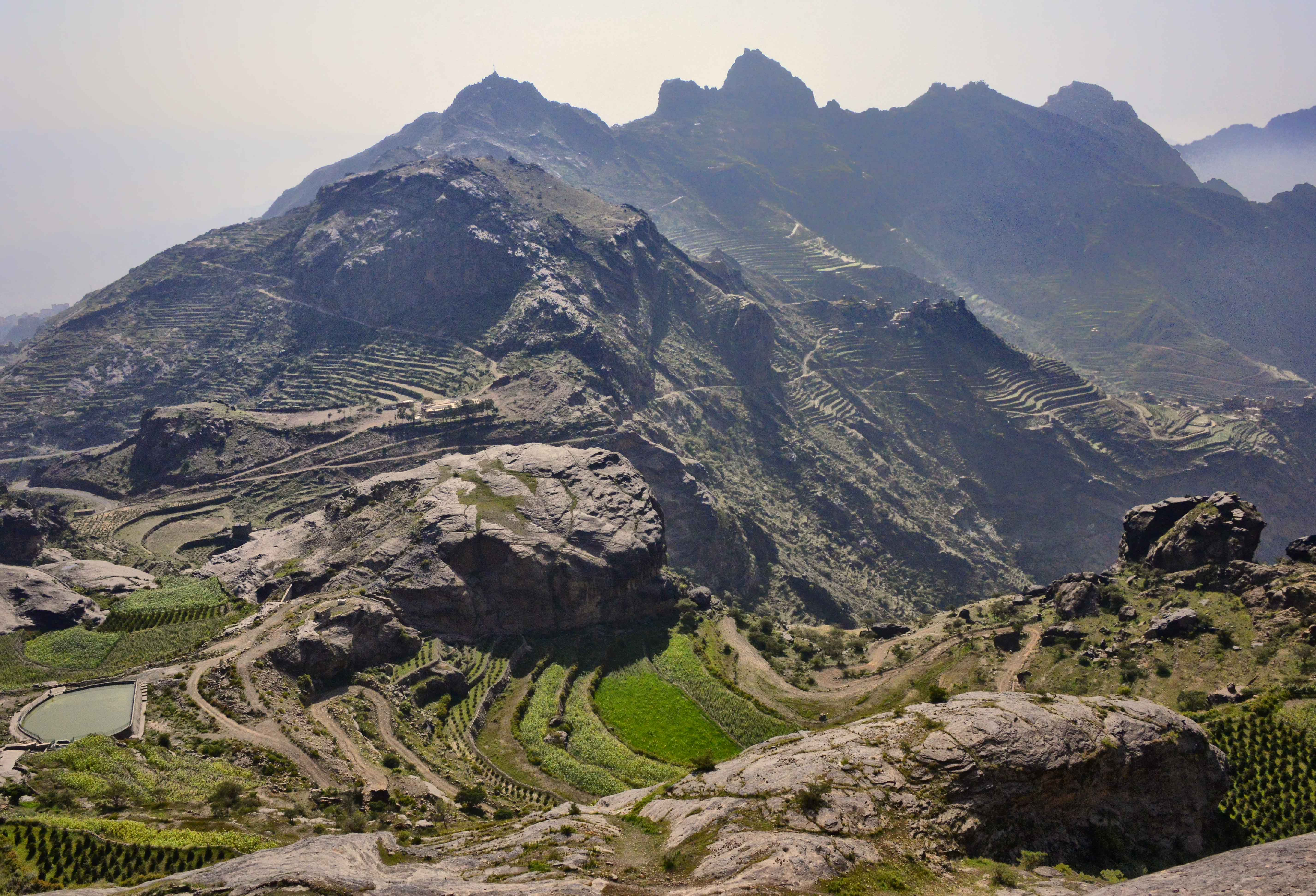
نجاد اليمن.

النَجْد (الجمع:نِجاد) أو المنطقة الجبلية هي منطقة عالية الارتفاع مثل منطقة جبلية أو هضبة جبلية مرتفعة أو تلة عالية. وهي مساحة ممتدة من الأرض تضاريسها جبلية مرتفعة باستمرار عن سطح الأرض بمسافة عظيمة. وهي أكثر وعورة من الهضبة.